# Nikodem Mikołaj Jałbrzyk Wyszyński
Nikodem Mikołaj Jałbrzyk Wyszyński herbu Trzywdar – poseł na sejm pacyfikacyjny 1589 roku z województwa podlaskiego, podpisał traktat bytomsko-będziński.